# Il mistero delle 5 dita
Il mistero delle 5 dita (The Beast with Five Fingers) è un film horror del 1946 diretto da Robert Florey, basato sul racconto del 1919 La bestia dalle cinque dita di William Fryer Harvey.
È stato l'ultimo film girato con la Warner Bros. sia da Florey che dall'attore Peter Lorre, icona del cinema noir che in questo caso offre una prova definita dalla critica "strabiliante", "raccapricciante" e "magistrale".

## Trama
Francis Ingram è un famoso pianista la cui carriera è stata interrotta da un ictus che lo ha lasciato semiparalizzato. Vive nel suo maniero nel piccolo villaggio italiano di Santo Stefano con il segretario Hilary Cummins, appassionato di occultismo, e la giovane infermiera Julie di cui è innamorato. Un giorno riceve la visita dell'ex musicista Bruce Conrad che ha adattato per lui alcune musiche di Bach. Ingram, che riesce ancora a suonare con la sola mano sinistra, non sa che in realtà l'uomo è un truffatore di nome Conrad Ryler, così come Julie che si innamora di lui. La sera stessa Ingram muore cadendo dalle scale, proprio dopo aver scritto il testamento davanti al notaio Duprex, nel quale lascia tutto in eredità alla giovane infermiera. Quando anche Duprex viene trovato morto, la quiete della tenuta viene turbata da fenomeni inspiegabili e da una scoperta sconcertante: dal corpo di Ingram è stata recisa la mano sinistra e gli indizi raccolti dal commissario Castanio portano alla conclusione che è proprio quella la mano che ha ucciso il notaio.

## Produzione
Le riprese furono effettuate ai Warner Bros. Studios di Burbank, California, da fine novembre 1945 a metà gennaio 1946. Il film fu realizzato con un budget da B-movie e considerato dalla Warner come "intrattenimento di scarso valore culturale" destinato ad un pubblico senza grosse pretese. Ciò nonostante, con gli anni è diventato un vero e proprio cult movie soprattutto per la performance di Peter Lorre nel ruolo di Hilary Cummins e la regia di Robert Florey, in parte ispirata al cinema espressionista tedesco e a film come Il gabinetto del dottor Caligari di Robert Wiene.
Il brano suonato da Ingram è la trascrizione per pianoforte della ciaccona tratta dalla Partita n. 2 in re minore di Johann Sebastian Bach, arrangiata da Johannes Brahms per essere suonata dalla sola mano sinistra ed eseguita nel film dal pianista ungherese-americano Ervin Nyiregyházi. Per la sequenza in cui il brano viene suonato dalla "mano senza corpo", i tecnici lo coprirono con un panno nero, completando l'effetto in fase di post-produzione.

### Il cast
Una notizia pubblicata il 15 novembre 1945 su The Hollywood Reporter riferiva che per il ruolo di Conrad Ryler era stato scelto l'attore di origine austro-ungarica Paul Henreid, già noto per le interpretazioni del 1942 in Perdutamente tua e Casablanca. Henreid rifiutò però la parte e venne sostituito da Robert Alda, reduce dal successo di Rapsodia in blu.
Tra gli attori non accreditati ci sono gli italo-americani Gino Corrado e Franco Corsaro, che interpretano due carabinieri.

### Il contributo di Luis Buñuel
Il cineasta spagnolo Luis Buñuel, sotto contratto con la Warner nel 1945, ha raccontato che durante un soggiorno negli Stati Uniti scrisse una sequenza per il film su richiesta del regista Robert Florey: «...pensai a una scena che mostra la bestia, la mano vivente, che si muove attraverso una libreria. A Lorre e Florey piacque, ma il produttore si rifiutò assolutamente di usarla». La sequenza della "mano senza corpo" fu inclusa nella versione finale del film senza riconoscimento del contributo né alcun compenso per Buñuel. «Quando dopo qualche tempo ho visto il film in Messico», ha proseguito, «c'era la mia scena in tutta la sua purezza originale. Ero sul punto di citarli quando qualcuno mi avvertì che la Warner Bros. aveva sessantaquattro avvocati solo a New York. Inutile dire che ho lasciato cadere l'idea». Lo storico del cinema Brian Taves, archivista presso la Library of Congress, ha tuttavia contestato la veridicità di questa affermazione nel 1987 sulla rivista Sight and Sound.

## Distribuzione
Negli Stati Uniti il film è stato proiettato in anteprima il 25 dicembre 1946 a New York e distribuito nelle sale a partire dall'8 febbraio 1947.
Nel febbraio 1998 è stato mostrato alla 48ª edizione del Festival di Berlino, nella retrospettiva dedicata ai fratelli Robert e Curt Siodmak (quest'ultimo autore della sceneggiatura). Il 17 febbraio 2008 è stato proiettato di nuovo a Berlino, stavolta in una retrospettiva dedicata a Luis Buñuel.

### Date di uscita
- USA (The Beast with Five Fingers) - 8 febbraio 1947 (première il 25 dicembre 1946)
- Francia (La bête aux cinq doigts) - 19 marzo 1948
- Danimarca (Hånden, der går igen) - 15 agosto 1949
- Austria (Die Bestie mit fünf Fingern) - 24 febbraio 1950
- Portogallo (Os Dedos da Morte) - 18 aprile 1951

## Critica
Il sito Rotten Tomatoes riporta l'89% di recensioni professionali con un giudizio positivo, con un voto medio di 6,6 su 10. Lo scrittore e critico Kim Newman lo ha definito «uno di quei film horror "semi-classici" che contiene sequenze raccapriccianti indimenticabili e una o due grandi interpretazioni accompagnate da una grande quantità di complotti».
In altre recenti recensioni, il sito TV Guide lo ha giudicato «uno psicodramma teso e genuinamente spaventoso» e il Chicago Reader «abbastanza spettrale nonostante la storia sciocca e il modesto budget». Secondo Bob Mastrangelo del sito AllMovie, Florey «impiega interessanti angoli di ripresa per aumentare la bizzarria degli eventi» e «mette abilmente in scena sequenze memorabili di suspense», in particolare l'elaborato finale.
Di diverso avviso il critico Dennis Schwartz, secondo cui il film «spreca un'accattivante premessa originale e alcune buone performance con una sceneggiatura rigida e un finale "scappatoia"».